# Michail Konstantinowitsch Kurako

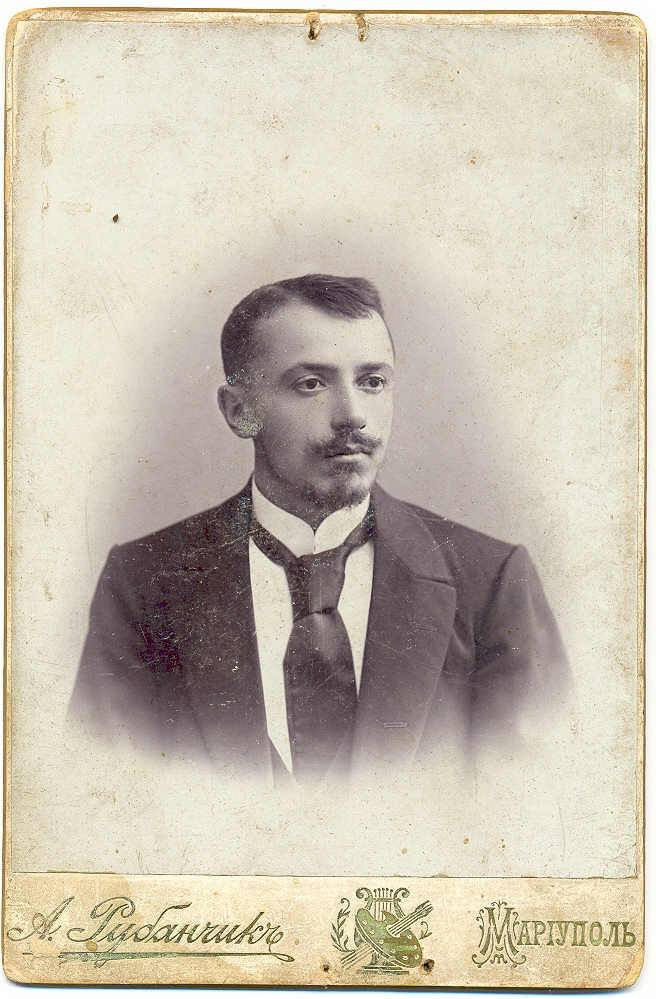
Michail Konstantinowitsch Kurako

Michail Konstantinowitsch Kurako (russisch Михаил Константинович Курако; * 23. Septemberjul. / 5. Oktober 1872greg. im Dorf Koselje, Gouvernements Mogiljow (heute Rajon Krasnapolle); † 8. Februar 1920 in Kusnezk) war ein russischer Metallurg.

## Leben
Kurako wuchs auf dem Landsitz seines Großvaters General Arzymowitsch im Gouvernement Mogiljow auf. Kurakos Vater war Oberst im Krimkrieg gewesen. Kurako besuchte die Kadettenanstalt Polozk.
1890 begann Kurako seine Berufstätigkeit in Jekaterinoslaw am Hochofen des Südrussischen Alexander-Hüttenwerks der Brjansker Aktiengesellschaft. Er fuhr zunächst die Hunte mit 1000 kg Erz und brachte dann als Probennehmer flüssige Schlacke- und Eisenproben zur Analyse. Schließlich wurde er Schmelzer-Gehilfe. 1892 wechselte er als Schmelzer ins Gdanzewka-Gusseisenwerk im Amtsbezirk Cherson und wurde 1896 Schichtmeister. 1898 wechselte er zum Mariupoler Werk, wo er 1900 Obermeister wurde als Ersatz für den US-Amerikaner Kennedy. Selbständig studierte er Physik und Chemie sowie Englisch nach dem schon früher gelernten Französisch.
1903 wurde Kurako Hochofenchef des Kramatorsker Hüttenwerks trotz fehlenden Universitätsstudiums. Er war einer der ersten russischen Hochofenspezialisten neben den vielen ausländischen Spezialisten. Er begann Hochöfen zu konstruieren, und schnell fanden die Kurako-Blasdüsen, -Rinnen und -Kühlungen bei allen Hochöfen in Südrussland Anwendung. Nach Kurakos Entwurf wurde der erste russische Hochofen mit integriertem Schrägaufzug gebaut. Gleichzeitig entwickelte er eine verbesserte Hochofenbeschickung.
Während der Revolution 1905 beteiligte sich Kurako an den Unruhen, worauf er 1906 ins Gouvernement Wologda in die Verbannung geschickt wurde. 1908 konnte er ins Donbass zurückkehren. Er wurde Hochofenchef-Assistent im Donezker Hughes-Hüttenwerk und 1913 wieder Hochofenchef. Hier gründete er eine Hochöfnerschule, die Kurako-Akademie, aus der bedeutende Ingenieure und Wissenschaftler hervorgingen, so auch Wladimir Gulyga, I. P. Bardin und G. J. Kasarnowski. 1913 wechselte er als Hochofenchef zum Jenakijewer Hüttenwerk. 1916 kehrte er zum Donezker Hüttenwerk zurück.
1917 erhielt Kurako von der Kopikus-Aktiengesellschaft das Angebot, ein Hüttenwerk im Kusbass zu projektieren und zu bauen. Damit hatte er die Möglichkeit, den ersten vollmechanisierten Hochofen in Russland zu bauen. In Tomsk leitete er die Projektierung des Kusnezker Hüttenwerks. 1918 begann er, ein Buch über die Hochofenkonstruktion zu schreiben, das nach seinem Tode in Jenakijewe erschien. Während einer weiteren Abordnung nach Kusnezk erkrankte er an Typhus, woran er starb. Das Hüttenwerk wurde dann 1929–1936 von seinem Schüler und Kollegen Bardin gebaut.
Nach Kurako ist in Nowokusnezk der zentrale Prospekt benannt. Seinen Namen tragen Straßen in Donezk, Jenakijewe, Kramatorsk, Magnitogorsk, Mariupol, Lipezk und Mogiljow. Sein Denkmal wurde vor dem Hochofen des Jenakijewer Hüttenwerks aufgestellt. 1966 erhielt das Gurjewsker Hüttenwerk Kurakos Namen.